# Аргар, Эдвард
Эдвард Джон Компорт Аргар (англ. Edward John Comport Argar; род. 9 декабря 1977, Ашфорд) — британский политик, генеральный казначей и министр канцелярии Кабинета (2022).

## Биография
Родился в 1977 году в Ашфорде, детство провёл в его окрестностях. Окончил школу грамоты в Фолкстоне, с 1997 по 2000 год изучал новую историю в оксфордском Ориел-колледже, позднее получил там же степень магистра. С 2001 года работал политическим советником и спичрайтером заместителя лидера оппозиции, теневого министра иностранных дел Майкла Анкрама, но после поражения консерваторов на парламентских выборах 2005 года ушёл из политики и работал в подрядной компании государственных служб Serco. В 2006 году избран в городской совет Вестминстера, занял должность помощника муниципального министра здравоохранения и социального обеспечения престарелых. В 2015 году победил на парламентских выборах в Чарнвуде.
В июне 2018 года занял должность младшего министра в Министерстве юстиции (при этом министр юстиции Дэвид Гок сослался на опыт Аргара, полученный в компании Serco, которая управляет пятью частными тюрьмами).
С 10 сентября 2019 года — младший министр в ведомстве здравоохранения.
6 июля 2022 года ушёл в отставку с началом правительственного кризиса из-за недовольства министров политикой премьер-министра Бориса Джонсона.
6 сентября 2022 года при формировании правительства Лиз Трасс был назначен генеральным казначеем и министром канцелярии Кабинета с правом участия в заседаниях Кабинета.
14 октября 2022 года Аргар назначен главным секретарём Казначейства, а занимавший эту должность Крис Филп перемещён на место Аргара.
25 октября 2022 года по завершении правительственного кризиса был сформирован кабинет Риши Сунака, в котором Аргар не получил никакого назначения.
8 июля 2024 года после поражения консерваторов на парламентских выборах включён в состав временного теневого правительства Риши Сунака в должности теневого министра юстиции.
5 ноября 2024 года при формировании теневого кабинета Кеми Баденок назначен теневым министром здравоохранения и социального обеспечения.
22 июля 2025 года вышел из состава теневого кабинета, сославшись на состояние здоровья.